# Vakhtangi Akhobadze
Pas d'image ? Cliquez ici

a Compétitions nationales et continentales officielles uniquement.

b Matchs officiels uniquement.
Dernière mise à jour le 13 juin 2022.
Vakhtangi Akhobadze, né le 7 mai 1993 à Tbilissi, est un joueur géorgien de rugby à XV évoluant au poste de pilier.

## Biographie
Vakhtangi Akhobadze commence le rugby à l'âge de 11 ans à Tbilissi puis rejoint le centre de formation d'Albi en 2011 (ce qui lui permet d'avoir le statut de JIFF), où il fait ses débuts en équipe première en janvier 2013. Il signe à Massy en 2014, où il dispute deux saisons, puis à Agen en 2016. Il y fait ses débuts en Top 14 en août 2017,.
En fin de contrat, il rejoint le Biarritz olympique pour deux saisons en 2018 puis prolonge son contrat jusqu'en 2023. En avril 2022 il s'engage avec l'US Carcassonne pour deux saisons.